# Östergötlands runinskrifter 99
Östergötlands runinskrifter 99, Ög 99, är en vikingatida runsten i Hov, Mogata socken och Söderköpings kommun. Runstenen är 1,8 meter hög och 0,6 meter bred. Runhöjden är 8-9 centimeter.

## Inskriften
Translitterering av runraden:
kiʀmutr · auk : anutr · þiʀ ristu : st(i)n : þisa : iftʀ : suta : faur : sin : biarki : kuþ saul : has
Normalisering till runsvenska:
Gæiʀmundr ok Anundr þæiʀ ræistu stæin þennsa æftiʀ Sota, faður sinn. Biargi Guð sal hans.
Översättning till nusvenska:
Germund och Anund de reste denna sten efter Sote, sin fader. Frälse Gud hans själ!